# Italochrysa simplex
Italochrysa simplex is een insect uit de familie van de gaasvliegen (Chrysopidae), die tot de orde netvleugeligen (Neuroptera) behoort. 
Italochrysa simplex is voor het eerst wetenschappelijk beschreven door Banks in 1920.